# Alexander Archipenko
Oleksandr Porfírovitx Arkhípenko ucraïnès: Олекса́ндр Порфи́рович Архи́пенко, rus: Алекса́ндр Порфи́рьевич Архи́пенко Aleksandr Porfírievitx Arkhípenko, conegut habitualment com a Alexander Archipenko (Kíiv, Imperi Rus, 30 de maig de 1887 - Nova York, EUA, 25 de febrer de 1964), fou un dels fundadors del cubisme en l'escultura.

## Biografia
Aleksandr Arkhípenko va néixer a Kiev, actualment Ucraïna (aleshores part de l'Imperi Rus), fill de Porfiri Antónovitx Arkhípenko i Poroskòvia Vassílievna Makhovaia-Arkhípenko; era el germà petit de Ievgueni Arkhípenko. Va estudiar pintura a Kiev des de 1902 fins a 1905, a l'Escola d'art de la ciutat (KKHU), i després va continuar la seva educació artística com a estudiant a S. Sviatoslavski el 1906 (també a Kiev). El mateix any va exposar a Kiev al costat d'Aleksandr Bogomázov. Aquest mateix any es va traslladar a Moscou, on va poder mostrar la seva obra en algunes exposicions col·lectives.
L'any 1908 es va traslladar a París, on es va relacionar amb els artistes d'avantguarda, especialment amb els cubistes, estant un dels principals impulsors de l'escultura cubista. Des de 1909 fins a 1914 va residir en la colònia d'artistes de La Ruche, entre artistes emigrats russos com Vladímir Baranoff-Rossine, Sonia Delaunay i Nathan Altman. Després de 1910, va exposar al Saló des Independants, Saló d'Automne al costat d'Aleksandra Ekster, Kazimir Malèvitx, Vadim Meller, Sonia Delaunay així com Pablo Picasso, Georges Braque, André Derain. La seva primera exposició individual es va realitzar al Museu Folkwang de Hagen (1912). Durant el període 1912-1914 Archipenko ensenyava en la seva pròpia escola d'art a París. El 1913 les seves obres van aparèixer a l'Armory Show de Nova York. El 1914 es va traslladar a Niça.
Després de la Primera Guerra Mundial va participar en la XII Biennal de Venècia (1920), i es va traslladar a Berlín on, el 1921, va obrir la seva pròpia escola. A l'any següent va participar en la Primera Exposició d'Art Rus a la Galeria van Diemen de Berlín, al costat d'Aleksandra Ekster, Kazimir Malévitx, Solomon Nikritin.

## Estil
Associat amb el cubisme, Arkhípenko es va allunyar de l'escultura neoclàssica de la seva època i va usar l'espai negatiu per crear una manera nova de mirar la figura humana, mostrant simultàniament una sèrie de punts de vista del subjecte. Se'l coneix per haver introduït buits escultòrics, i per la seva invenció de mesclar gèneres al llarg de la seva carrera, dissenyant «esculto-pintures», i més tard experimentant amb materials com ara l'acrílic clar i la terracota.

## Obra

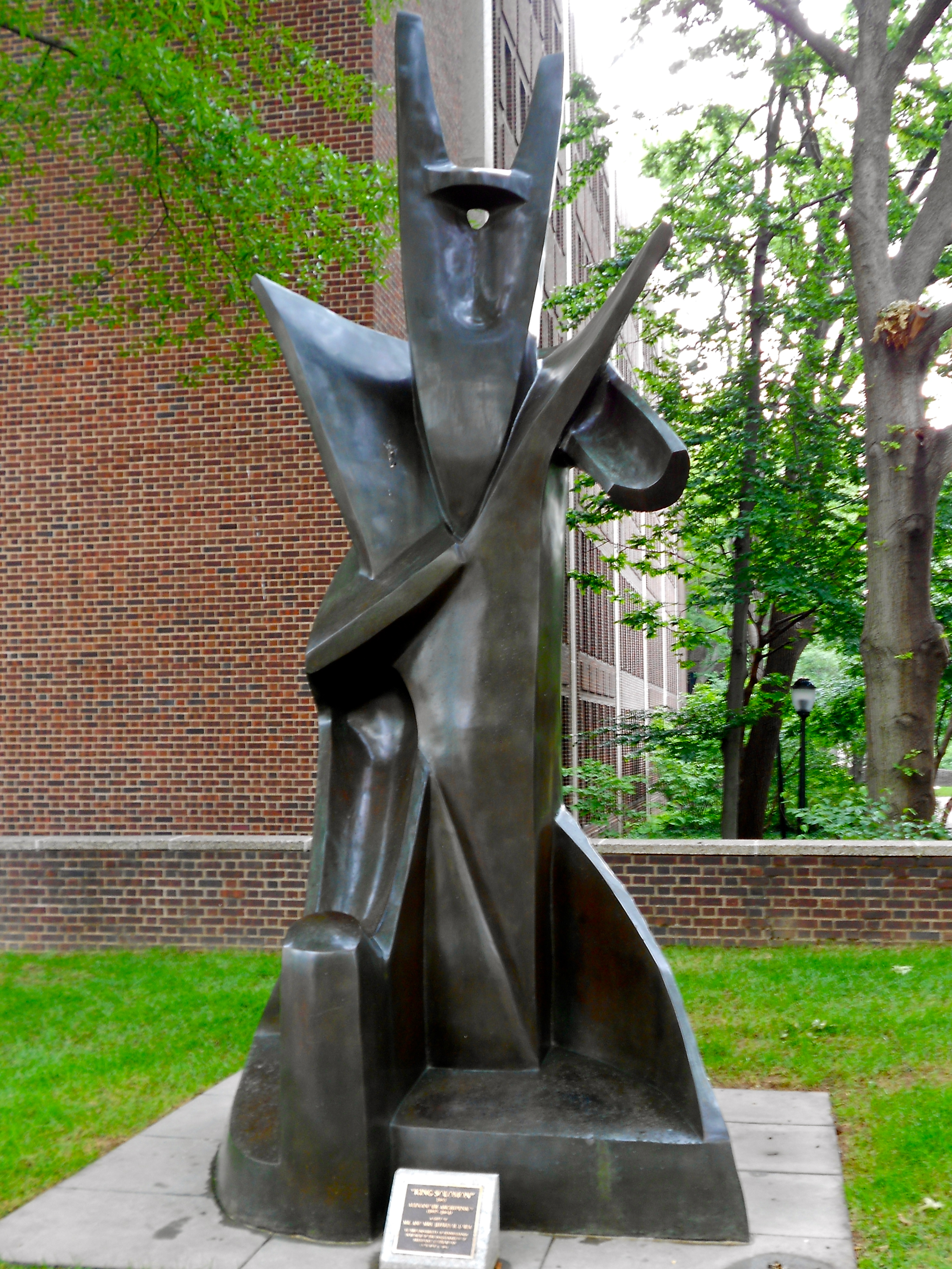
Rei Salomó (1963

Entre la seva producció són d'esmentar les seves «esculto-pinturas».
- Dona caminant (1912)
- Carrousel Pierrot (1913)
- Medrano II (1913-1914)
- Encontre de boxa (1914)
- Gondoler (1914)
- Motiu egipci (1917)
- La reina de Saba (1961)

Entre les col·leccions públiques en què es poden veure obres d'Arkhípenko es troben:
- Als Estats Units: la Galeria Addison d'Art dels Estats Units] (Andover, Massachusetts, l'Institut d'Art de Chicago, el Museu d'Art Mary and Leigh Block (Universitat del Nord-oest, Illinois), el Museu d'Art de la Universitat Brigham Young (Utah), el Museu d'Art Modern de San Francisco, el Museu Guggenheim de Nova York, el Museu Hirshhorn i Jardí d'Escultures (Washington D.C.), Acadèmia de les Arts d'Honolulu, Museu d'Art de la Universitat d'Indiana (Bloomington), el Museu d'Art del Comtat de Los Angeles, el Museu d'Art Maier (Randolph-Macon Woman's College, Virginia), el Museu d'Art de Milwaukee, el Museu de Belles Arts de Montgomery (Alabama), el Museu de Belles Arts de Boston, el Museu d'Art Modern de Nova York (Nova York), el Centre d'Escultura Nasher (Dallas, Texas), la National Gallery of Art (Washington D.C.), el Museu d'Art de Carolina del Nord, el Museu Norton Simon (Pasadena, Califòrnia), la col·lecció Phillips (Washington D.C.), el Portland Art Museum (Maine), el Museu d'Art de San Antonio (Texas), el Museu d'Art de San Diego (Califòrnia), la Galeria d'Arte Sheldon Memorial (Lincoln, Nebraska, el Museu d'Art Nord-americà Smithsoniano (Washington D.C.) i el Centre d'Art Walker (Minnesota).
- A Europa, el Museu de l'Hermitage, el Museu i Galeria Nacional de Cardiff, el Museu Guggenheim (Venècia), l'Institut Städel (Frankfurt del Main), la Tate i el Museu Von der Heydt (Wuppertal, Alemanya).
- A l'Àsia, el Museu Chi-Mei (Taiwan) i el museu d'Art de Tel-Aviv.